# Maria Angela Ardinghelli
Maria Angela Ardinghelli (Napels, 28 mei 1728 – Napels, 17 februari 1825) was een Italiaanse vertaler, wiskundige, natuurkundige en edelvrouw. Ze is vooral bekend om haar vertalingen van het werk van Stephen Hales, een Newtoniaanse fysioloog. Ardinghelli vertaalde twee van zijn belangrijkste werken: Haemastaticks en Vegetable Staticks. Hoewel ze in de geschiedenis vaak over het hoofd is gezien, wist Ardinghelli toch een blijvende invloed uit te oefenen. Ze deelde haar werk met een select publiek, wat haar toeliet om relevant te blijven zonder in sociaal isolement te raken of het mikpunt van spot te worden.

## Achtergrond
Maria Angela Ardinghelli werd geboren in Napels, in het toenmalige Koninkrijk Napels, als dochter van een adellijke familie met Florentijnse roots. Toen ze als kind haar broer verloor, bleef ze als enig kind over. Haar vader nam haar opleiding op zich en op veertienjarige leeftijd sprak ze al vloeiend Latijn. Ze volgde een opleiding in filosofie en in de natuurkundige en wiskundige wetenschappen, onder begeleiding van de natuurkundigen en wiskundigen Giovanni Maria Della Torre en Vito Caravelli. Daarnaast leerde ze ook Engels en Frans.
Hoewel Ardinghelli tot de adelstand werd gerekend, maakte ze geen deel uit van de hoogste aristocratie of de hogere middenklasse. Haar familie stamde af van een vooraanstaande Florentijnse dynastie, die in de zestiende eeuw werd beschouwd als een van de oudste en meest invloedrijke van Italië. Toen de Medici de macht grepen in Toscane, vluchtte de familie Ardinghelli uit de regio en vestigde zich uiteindelijk in Napels.
Zoals gebruikelijk was voor aristocratische vrouwen in die tijd, was Maria Angela een begaafde dichteres en latiniste. Daarnaast blonk ze uit in de mathematische natuurkunde. Ze maakte deel uit van de kring rond de prins van Tarsia, een intellectuele gemeenschap opgericht in 1747, die in Napels het nauwst verbonden was met het gedachtegoed van Newton, experimentele natuurkunde en elektriciteit. De bibliotheek en het laboratorium van Tarsia zouden een belangrijke rol spelen in haar wetenschappelijke ontwikkeling.
Ardinghelli had een diepe verbondenheid met Napels en wilde de stad nooit verlaten. Ze maakte duidelijk dat ze haar familie trouw bleef, en sloeg zowel een huwelijksaanzoek van de Franse architect Julien Leroy als een prestigieus aanbod af om wetenschappelijk docent te worden voor de koninklijke prinsessen in Versailles. In plaats daarvan bleef ze actief in Napels, waar ze regelmatig conversazione organiseerde en haar huis openstelde als ontmoetingsplaats voor rondreizende natuurwetenschappers. Daarnaast onderhield ze een briefwisseling met de Académie des Sciences in Parijs.
Maria Angela Ardinghelli trad op als informele correspondent voor de Académie des Sciences in Parijs en fungeerde als brug tussen de wetenschappelijke gemeenschappen van Napels en Frankrijk. Op het hoogtepunt van haar bekendheid ontwikkelde ze strategieën om haar anonimiteit te bewaren — met succes. Hoewel ze historisch gezien vaak onzichtbaar bleef, maakte Ardinghelli weloverwogen keuzes over wat ze met welke doelgroep deelde. Op die manier beschermde ze zichzelf tegen mogelijke sociale uitsluiting.

### Ardinghelli en Nollet
Als correspondente en lid van de Académie des Sciences verwierf Maria Angela Ardinghelli bekendheid dankzij abt Jean-Antoine Nollet. Hij ontmoette haar in 1749 tijdens een conversazione die zij organiseerde in Napels, tijdens zijn reis door Italië. Nollet, destijds een gevierd publiek figuur, publiceerde later een boek over elektriciteit waarin hij zijn opvattingen verdedigde tegenover die van Benjamin Franklin. In dit werk richtte hij negen brieven aan vooraanstaande natuurkundigen — de eerste daarvan aan Ardinghelli. Daarin prees hij haar vertaling van Hales’ Haemastaticks en omschreef haar als een “zeer deugdzame jonge dame, die in korte tijd veel vooruitgang heeft geboekt op het gebied van de natuurkunde.” Deze publieke erkenning gaf Ardinghelli aanzien binnen de wetenschappelijke wereld.

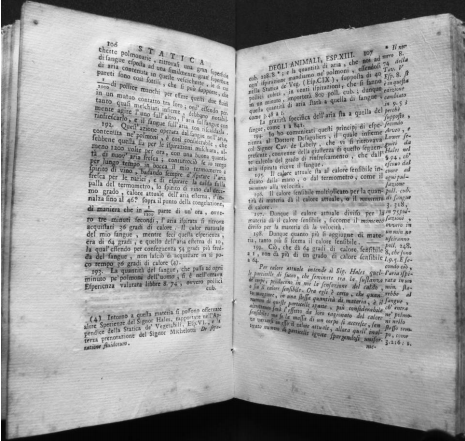
Pagina uit Stephen Hales, Emastatica, o sia, Statica degli animali [vert. Ardinghelli] (Napels, 1750): de genummerde voetnoot linksonder is van De Sauvages, de cursieve noot gemarkeerd met een asterisk in de rechtermarge en de cursieve tekst ingevoegd op de hoofdpagina (rechts) zijn van Ardinghelli. Met dank aan de Medical Historical Library, Yale University.

Ardinghelli, een expert in mathematische natuurkunde, verwierf vooral bekendheid door haar vertalingen van twee invloedrijke werken van de Engelse natuurkundige Stephen Hales: Haemastaticks en Vegetable Staticks. Geïnspireerd door Hales’ onderzoek voerde ze ook zelf wetenschappelijke experimenten uit. Daarnaast fungeerde ze als informeel correspondent en cultureel bemiddelaar voor buitenlandse wetenschappers en natuuronderzoekers die Italië bezochten. Deze rol opende voor haar de weg naar een ontmoeting met Jean-Antoine Nollet, die haar vervolgens aanstelde als informeel correspondent van de Académie des Sciences in Parijs.
Dankzij haar werk voor de Académie onderhield ze nauwe banden met zowel de Franse als de Napolitaanse wetenschappelijke gemeenschappen. In haar vertalingen ging Ardinghelli veel verder dan de gebruikelijke voetnoten; via haar opdrachtteksten en secties als ‘Aan de lezer’ richtte ze zich rechtstreeks tot leden van de hogere kringen, waarmee ze haar positie als intellectueel en cultureel tussenpersoon versterkte. Ze correspondeerde met verschillende vooraanstaande wetenschappers uit haar tijd, onder wie de wiskundige, astronoom en natuurkundige Alexis Claude Clairaut en natuurlijk Jean-Antoine Nollet.